# Faucon pèlerin
Falco peregrinus
Vous lisez un « article de qualité » labellisé en 2006.
Pour les articles homonymes, voir Faucon Pèlerin (comics).
Espèce
Répartition géographique
   //// estivation et reproduction

   //// résident

   //// hivernage

   //// de passage

Statut CITES
Statut de conservation UICN

 LC  : Préoccupation mineure
Le Faucon pèlerin (Falco peregrinus) est une espèce robuste de rapaces, de taille moyenne, réputée pour être la plus rapide du monde en piqué. Ses proies sont presque exclusivement des oiseaux, mais certains individus peuvent également s'attaquer à de petits animaux terrestres. Ce faucon ne construit pas de nid, et niche essentiellement sur des falaises, plus rarement sur des arbres, des structures ou des bâtiments élevés. Ses populations ont très fortement diminué après la Seconde Guerre mondiale, en particulier du fait de la pollution au DDT. Depuis sa protection dans les années 1970, ses populations sont à nouveau en expansion.
L'aire de répartition de l'espèce s'étend sur 10 000 000 km2. Elle compte une vingtaine de sous-espèces et c'est l'un des oiseaux dont l'aire de répartition est la plus importante au monde, l'espèce étant en effet présente sur tous les continents sauf l'Antarctique. Il a souvent été apprivoisé comme oiseau de fauconnerie, tout en ayant été – comme les autres falconidés – considéré en Europe comme nuisible et persécuté à ce titre.

## Étymologie
Son nom vernaculaire, vient du bas latin « falco », dérivé du latin classique « falx » qui signifie « faux » et fait référence à la forme falciforme de ses ailes. 
Son nom scientifque, Falco peregrinus, vient du latin « peregrinor », signifiant « voyager à l'étranger », formé du latin « per », à travers, et « agros », la campagne. Ce terme fait référence aux longues distances parcourues par le Faucon pèlerin autour de son nid, pouvant aller jusqu'à 15 km. Le terme « pèlerin » a la même origine. 

## Description
Chez la sous-espèce nominale Falco peregrinus peregrinus, le dos est gris foncé, le ventre est crème avec des dessins noirs. Les joues sont blanches, avec une sorte de tache noire en forme de favori. Les pattes sont jaunes, le bec est noir-bleuté, court et recourbé dès la base et les yeux sont noirs. Les juvéniles sont bruns avant de prendre la couleur des adultes. De légères variations peuvent exister au sein des autres sous-espèces. Comme pour les autres Falconidae, la femelle est plus grande et plus lourde que le mâle, parfois de 30 % (on parle souvent des mâles comme étant des tiercelets). Les narines de l'animal sont également dotées de sortes de déflecteurs, de cônes irréguliers (comme l'entrée des réacteurs d'avions), qui lui permettent de respirer pendant ses piqués à haute vitesse sans la gêne due à la pression du vent relatif.
|           | Mâle        | Femelle       |
| --------- | ----------- | ------------- |
| Taille    | 38 à 46 cm  | 46 à 54 cm    |
| Envergure | 90 à 100 cm | 104 à 113 cm  |
| Poids     | 600 à 750 g | 900 à 1 300 g |

Silhouette de l'oiseau en vol plané.

Le Faucon pèlerin est un animal plutôt silencieux. Son cri le plus fréquent est un « ka yak, ka yak » assez perçant et sec. En cas d'alerte, le cri est un rapide « kek-kek-kek » qui peut aller en s'amplifiant si un intrus continue de s'approcher. Il existe aussi un cri plus traînant au moment des parades d'accouplement. On dit que le faucon huit ou qu'il réclame.
Les yeux des Faucons pèlerins ont deux fovéas, pour les vues normale et lointaine. La vue utilise la moitié du volume du cerveau et peut percevoir en même temps trois zones, une frontale en relief et deux latérales lointaines, capables de détecter un pigeon en vol à plus de six kilomètres.
Certains animaux captifs ont vécu jusqu'à 25 ans (record enregistré), mais la durée de vie dans la nature est beaucoup plus courte, de l'ordre de 13 ans en moyenne. Le taux de survie des adultes est estimé à 70 %.

## Comportements et reproduction
Cette espèce aime les territoires découverts, avec peu de forêts. Elle s'installe sur les parois rocheuses (en montagne ou en bord de mer), voire (relativement rarement) sur de hauts bâtiments. On a noté que dans des zones sans présence humaine et sans, sinon peu de prédateurs, comme l'Arctique, le pèlerin pouvait s'installer sur des buttes ou des pentes et pas seulement sur des falaises. Quelques populations, peu nombreuses, peuvent nicher dans des arbres. Ce comportement se retrouve chez F. p. macropus, en Australie, mais aussi parfois en Europe centrale et orientale, comme sur les bords de la mer Baltique.
Les Faucons pèlerins ne sont pas des oiseaux grégaires. Même dans les zones avec des populations relativement importantes, les nids restent généralement à au moins un kilomètre les uns des autres et souvent beaucoup plus. Il s'agit pour chaque couple d'avoir un territoire nourricier suffisant. De fait, « la taille du domaine dépend surtout de l'abondance des proies ; elle peut ainsi varier de 50 ou 60 km2 dans d'excellentes conditions à 140 km2 dans les régions moins bien pourvues ». La population est donc assez dispersée et reste bien moins dense que celle d'oiseaux vivant en groupes, voire parfois en immenses troupes.
En France, c'est un oiseau sédentaire. Il en va de même pour la majorité des populations de la planète. Cependant, en Europe du Nord, en Sibérie ou en Amérique septentrionale, où le climat est plus froid, les populations sont migratrices, descendant vers le sud pour hiverner. L'hivernage peut se produire dans le sud de l'Europe et jusqu'en Afrique (pour les populations nord-européennes), ou jusqu'en Amérique du Sud pour les populations nord-américaines.
Falco peregrinus est un mauvais planeur. Il pratique surtout le vol battu rapide suivi de courts vols planés horizontaux ou de glissades descendantes.

### Reproduction
Les faucons conservent souvent le même abri plusieurs années mais, le nid étant très sommaire, ils peuvent aussi changer d'une année à l'autre tout en restant (normalement) au sein du même territoire. Pour cette raison, on suppose que les Faucons pèlerins vivent en couple stable dans la durée. Au printemps, le mâle fait la cour à la femelle en exécutant des acrobaties aériennes. On peut alors voir des couples de faucons faire des spirales, des ascensions et des piqués. La période de reproduction dépend en fait de la latitude et du climat. La ponte a lieu en février et en mars dans le nord de la zone tempérée, d'avril à mai dans les zones plus nordiques et plus froides, d'août à octobre dans l'hémisphère sud (printemps austral) et de juin à décembre dans la zone équatoriale[réf. nécessaire].
Comme les autres Falconinae, le faucon pèlerin ne fait pas de nid. « Il se contente d'une simple corniche rocheuse d'au moins 45 cm de large, garnie de terre, de granulats ou de débris végétaux. La femelle se borne à y aménager, à l'aide de ses pattes, une cuvette sommaire qu'elle façonne par des pressions répétées de la poitrine. Le couple peut disposer de plusieurs emplacements de cette sorte, mais privilégie l'un d'eux. Là où les parois rocheuses font défaut, le faucon pèlerin s'installe dans le vieux nid d'une autre espèce, souvent celui d'un corvidé ou d'un autre rapace ». Dans une falaise, « plusieurs « emplacements » sont grattés, aussi bien par le mâle que la femelle, mais c'est la femelle qui, au dernier moment, fait le choix de pondre dans l'une ou l'autre des « coupelles de grattage » qui deviendra « l'aire » » de reproduction.

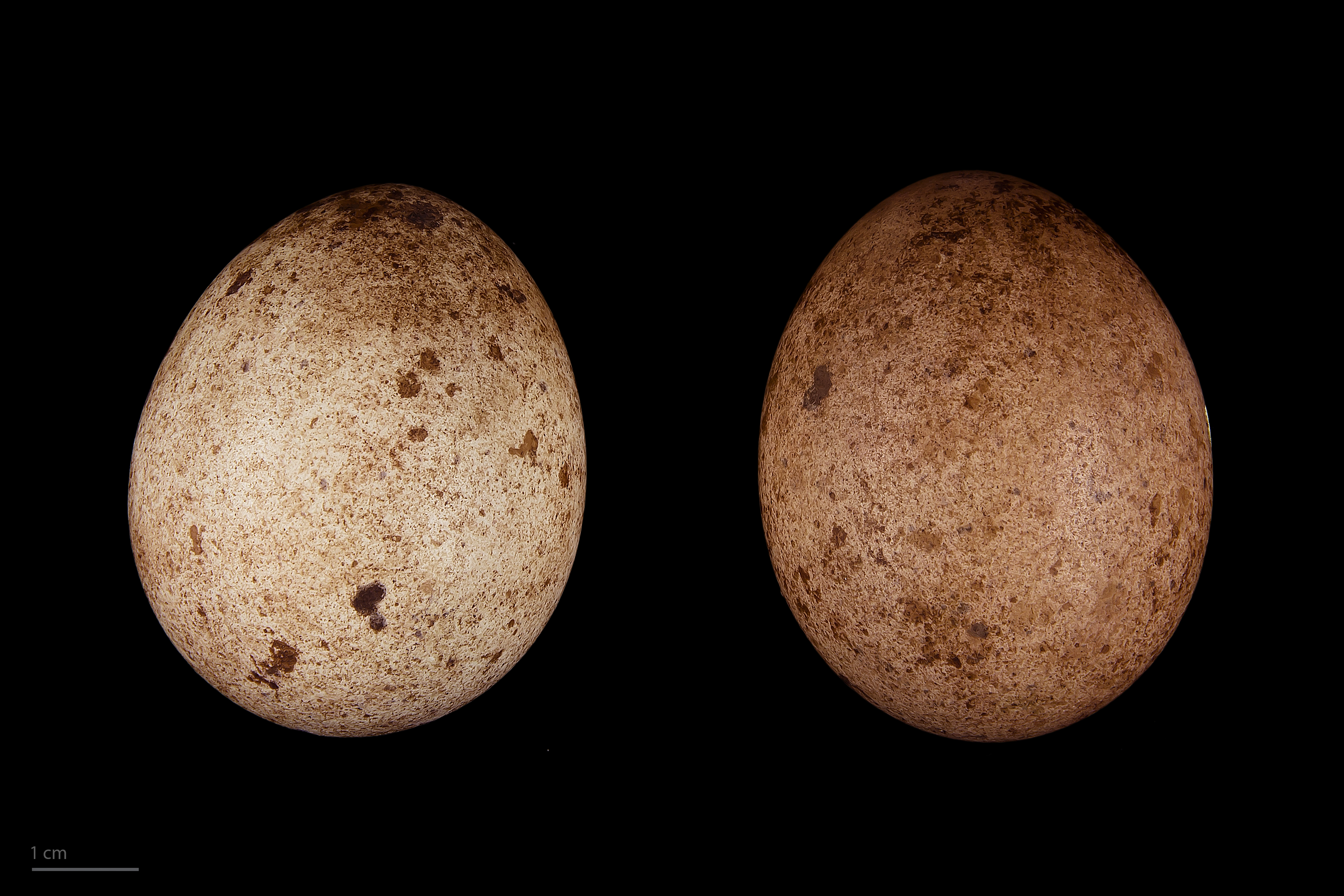
Falco peregrinus - Muséum de Toulouse.

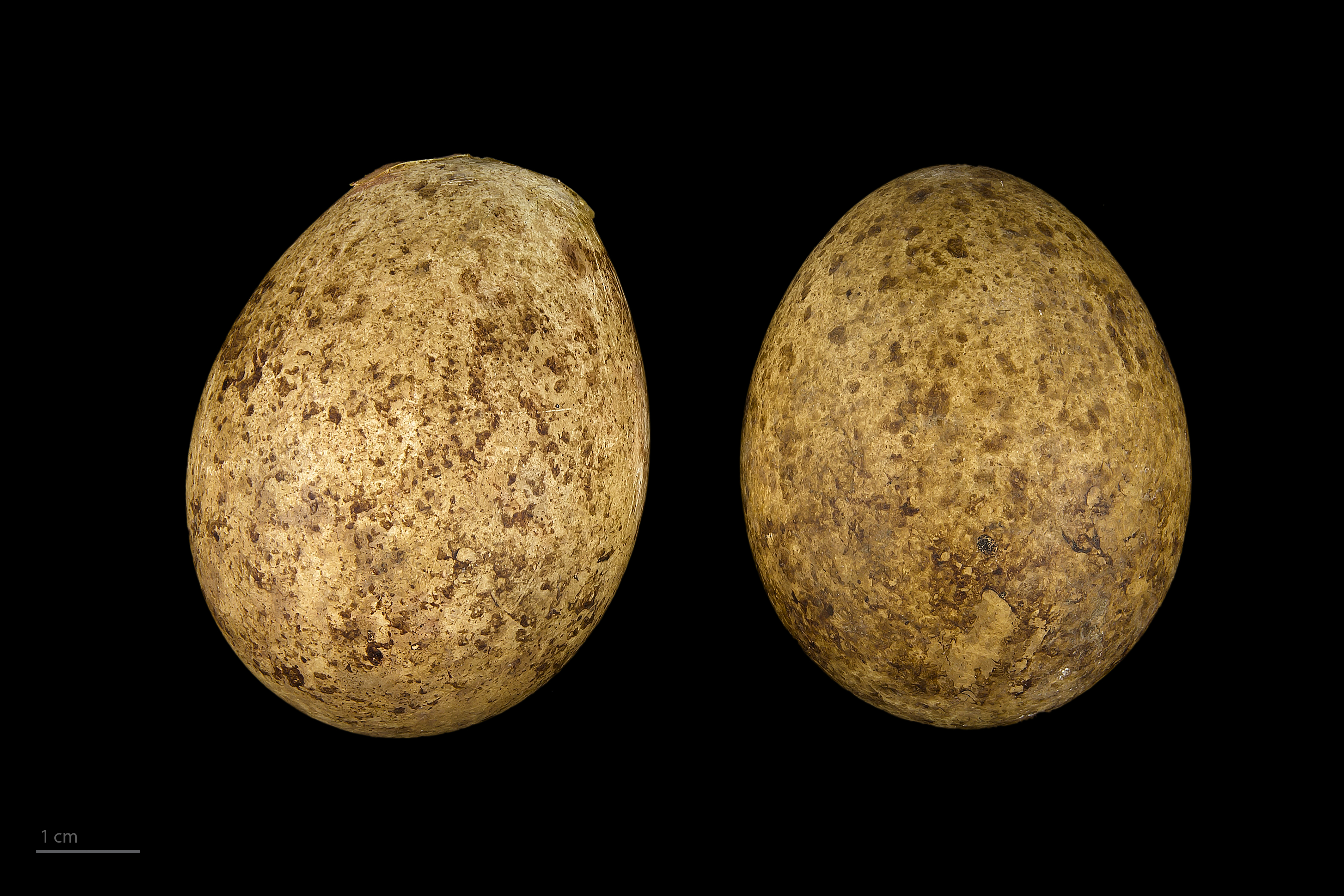
Falco peregrinus madens - Muséum de Toulouse.

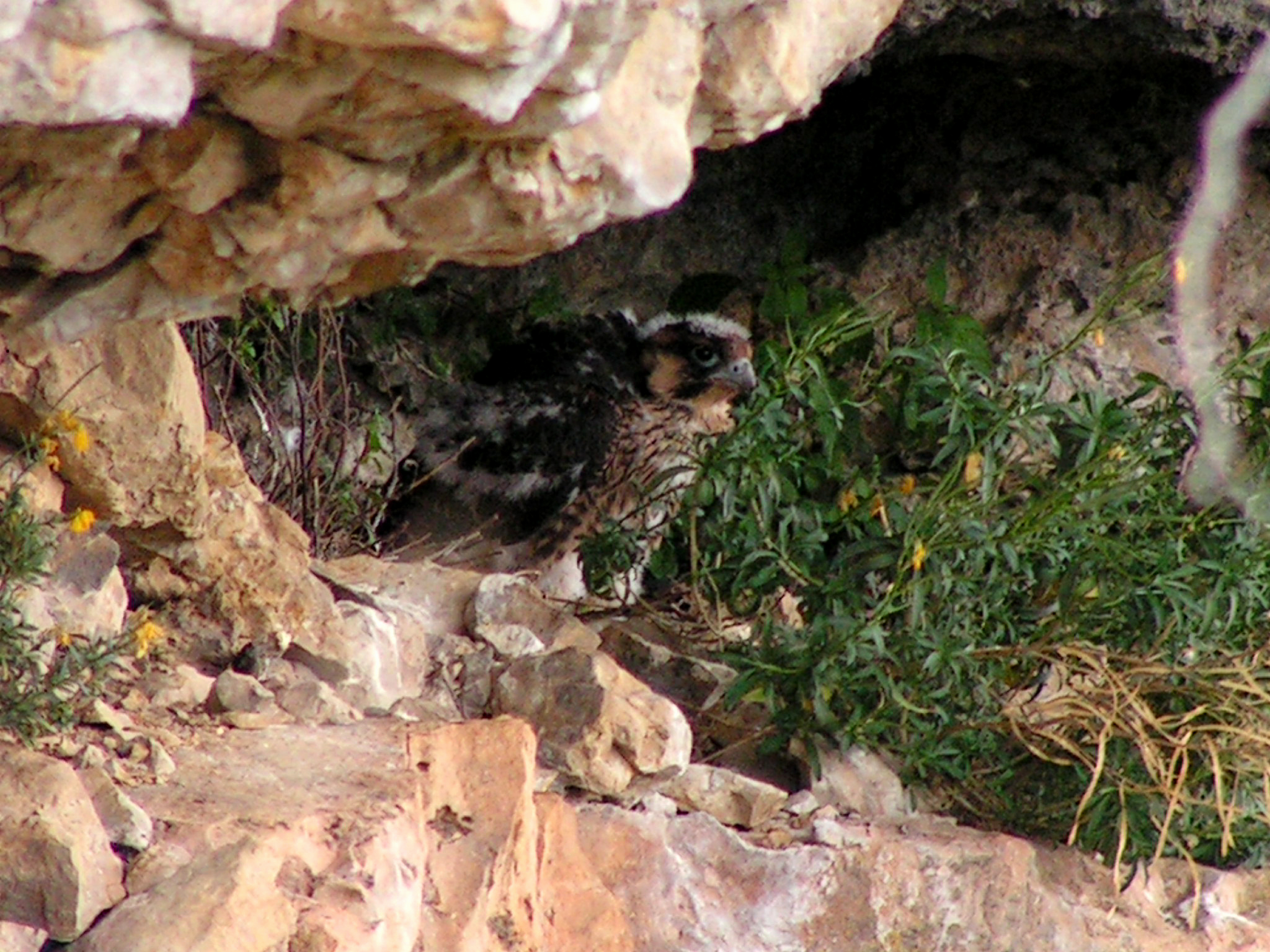
Jeune au nid, France.

Bien que la nidification en falaise soit de loin la plus fréquente, « quelques constructions humaines sont colonisées [...] châteaux, bâtiments divers, tours de centrales nucléaires, pylônes électriques. Des villes comme Albi, Rodez, Strasbourg, Périgueux..., sont habitées par ce rapace, qui y trouve des monuments favorables à sa reproduction et une grande richesse en proies, notamment grâce à l’abondance des pigeons ». Même dans ces zones, l'animal recherche la hauteur, le soleil et un certain isolement des humains. Les œufs sont pondus directement sur le substrat.
Le faucon pèlerin aime les zones abritées des intempéries, par exemple par un surplomb rocheux, et assez souvent orientées au soleil (donc vers le sud dans l'hémisphère nord). On a repéré des nidifications jusqu'à 3 600 m d'altitude dans les montagnes Rocheuses. Il s'agit cependant d'un maximum rarement atteint ou même approché. Les observations dans le massif du Vercors français, par exemple, restent en dessous de 1 400 m. Le faucon défend sa zone de nidification : les animaux (oiseaux ou mammifères) s'en approchant sont attaqués et repoussés dans la mesure des possibilités du faucon.
La ponte et la couvaison ont lieu pour la France entre avril et juin. Il y a une couvée par an comprenant de 3 à 4 œufs. Ceux-ci ont une base claire, mais fortement tachetée de brun-rouge. Selon le nombre de taches, l'œuf peut avoir une apparence allant d'un crème tacheté à un brun-rougeâtre. Après la ponte, l'incubation est assurée principalement par la femelle, mais également par le mâle et dure environ un mois (de 29 à 32 jours, dans la majorité des cas). L'implantation de caméras de vidéosurveillance depuis le milieu des années 2000 montre qu'en milieu anthropique, la durée d'incubation est de 33 à 34 jours en moyenne. Les fauconneaux naissent à peu près en même temps. Si la première couvée est rapidement perdue, la femelle peut pondre une seconde fois (ponte de remplacement). Ce comportement est beaucoup plus rare chez les populations boréales, du fait de la faible durée de la belle saison.
Les jeunes sont capables de voler au bout de 35 à 42 jours. Un à quatre réussissent à survivre jusqu'à cette étape (en moyenne 2,45). Après l'envol, les parents apprennent aux jeunes à chasser, en volant à leur côté avec une proie morte dans leurs serres, puis en la lâchant, jusqu'à ce que les jeunes arrivent à la toucher. Cette phase d'apprentissage, pendant laquelle le jeune reste encore dépendant de ses parents pour la nourriture, peut durer de six à neuf semaines, après quoi les jeunes se séparent des adultes. La maturité sexuelle est atteinte vers vingt mois et les premières reproductions ont lieu vers deux ans. Entre les premiers vols et les premières reproductions, ce sont près de 50 % des jeunes qui décéderont de causes diverses. La mortalité devient moins importante par la suite,.

### Chasse
Le Faucon pèlerin chasse principalement des oiseaux. Il les repère en volant haut dans le ciel, parfois aussi en se perchant sur des falaises en hauteur.

#### Attaque en piqué
La chasse a souvent lieu en début ou en fin de journée. Après avoir repéré sa proie grâce à son regard extrêmement perçant, le faucon la surprend généralement en effectuant une attaque en piqué. Celle-ci n'est jamais totalement verticale, mais conserve généralement un angle de 20 à 40°. L'attaque se fait par l'arrière de la proie, afin de réduire le risque pour le faucon d'être repéré. La vitesse en piqué n'est pas constante, et varie selon les changements d'angle de l'attaquant et selon ses mouvements d'ailes, nécessaires pour s'adapter à la trajectoire de la proie. À la fin du piqué, l'animal se remet plus ou moins à l'horizontale. En pratique, il peut continuer à descendre, être vraiment à l'horizontale, voire faire une ressource et remonter légèrement. L'approche finale dépend de la réaction de la proie.
Celle-ci peut être directement saisie avec les serres, ou percutée avec celles-ci, et récupérée lors de sa chute, voire au sol.
La proie heurtée est ainsi déstabilisée et se tue lors du choc au sol ou bien reçoit un coup de bec fatal derrière la nuque. Le bec du Faucon pèlerin est par ailleurs muni d'une échancrure spécifique qui l'aide à sectionner les vertèbres de sa proie.
Beaucoup de choses ont été écrites autour de la question de la vitesse du Faucon pèlerin en piqué. Il faut cependant distinguer les vitesses théoriques estimées dans le cadre de calculs aérodynamiques, les vitesses maximales enregistrées de façon fiable, et les vitesses moyennes réellement utilisées par l'espèce.
Une étude sur la physique de vol d'un « faucon idéal » pesant soit 0,5 soit 2 kg a trouvé une vitesse limite théorique de respectivement 497 km/h  et 626 km/h avec un coefficient de trainée de 0,07.

D'après René-Jean Monneret, un calcul théorique basé sur la masse de l'oiseau, son volume, son coefficient aérodynamique, l'angle de sa trajectoire avec le sol et la longueur de cette trajectoire permettrait d'envisager des vitesses supérieures à 400 km/h pour des angles très verticaux et des piqués prolongés.
Il est important de souligner que ce type d'étude est basé sur la silhouette aérodynamique d'un oiseau sur un long piqué, et que rien n'indique que les animaux utilisent concrètement des vitesses aussi élevées, ne serait-ce que du fait de la violence du choc lors du heurt de la proie.
En 2005, Ken Franklin a enregistré un faucon piquant à une vitesse de 389 km/h,.
En dehors de ces cas extrêmes, les mesures concrètes de la vitesse lors de la phase plongeante de l'attaque varient généralement et plus raisonnablement entre 130 et 184 km/h.
Quoi qu'il en soit, le Faucon pèlerin est considéré comme l'oiseau le plus rapide du monde,, du moins en piqué. Malgré ses attaques foudroyantes, le faucon rate assez régulièrement ses proies : il n'est pas facile de manœuvrer en piqué pour suivre un oiseau qui a repéré son attaquant.

#### Autres attaques
Le Faucon pèlerin peut aussi à l'occasion attaquer très rapidement à l'horizontale. Ces attaques plus ou moins horizontales peuvent se faire contre des oiseaux volants, mais certaines populations chassent aussi des proies au sol. L'attaque faiblement descendante est alors la seule possible, sous peine de s'écraser au sol. 

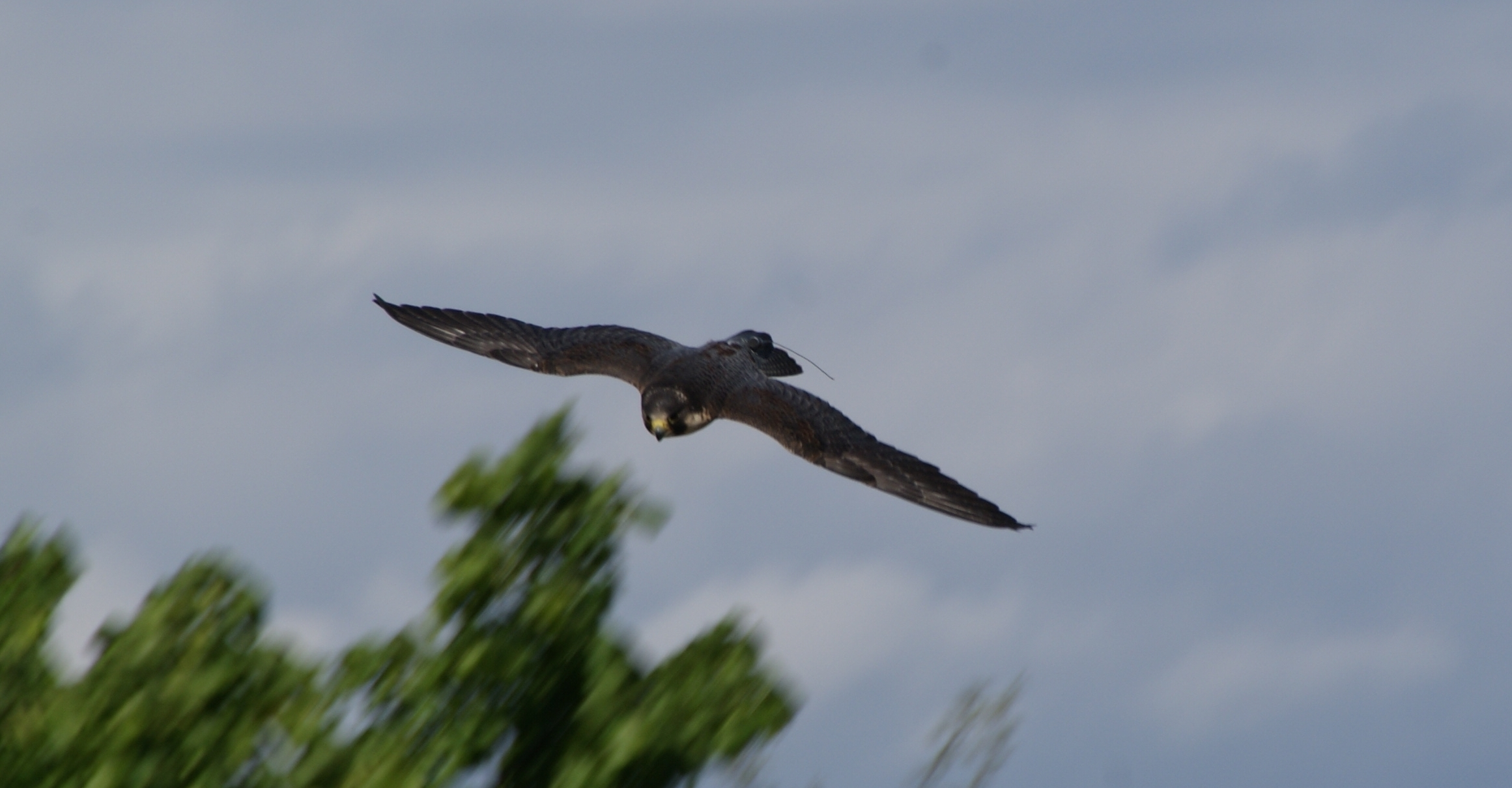
Faucon pèlerin

Les animaux attaqués sont souvent assommés ou tués par le choc de l'attaque. Si le choc ne les a pas tués, ils sont rapidement mis à mort par morsure et rupture des vertèbres cervicales. Le bec n'est pas un instrument de frappe mais sert surtout au dépeçage de la proie. La proie capturée est emmenée en vol par le faucon sur un lardoir où il s'en repaît. Dans des zones largement ouvertes il peut faire son repas au sol.

## Espèces de son environnement

### Les proies

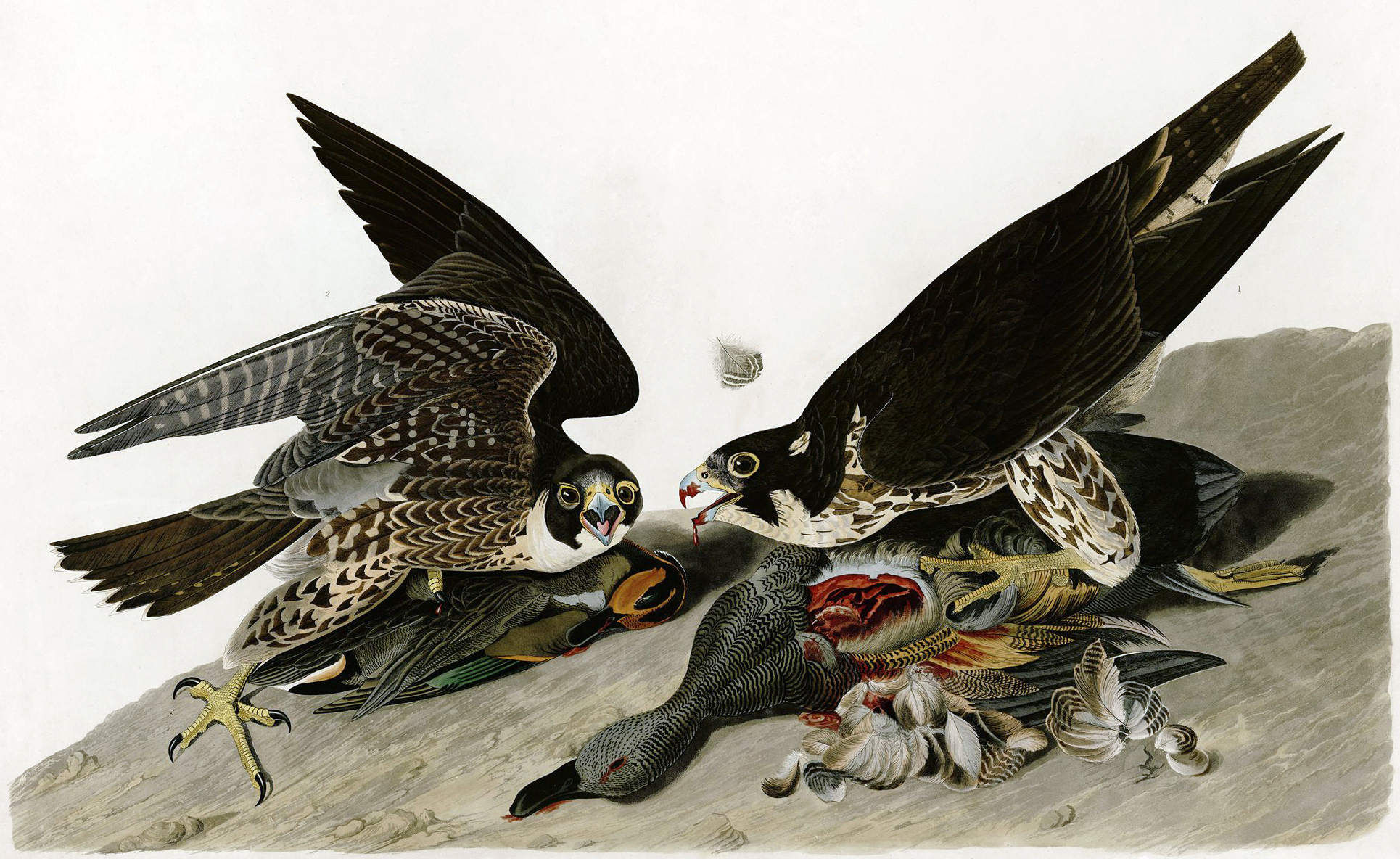
Des faucons dépeçant une proie. Dessin d'Audubon.

Les proies sont essentiellement des oiseaux de taille moyenne, aux alentours de 1 à 2 kg (mouettes, corbeaux, canards, chouettes, pigeons...). Cependant, du fait de sa robustesse, le Faucon pèlerin peut s'attaquer à nettement plus gros, et même exceptionnellement à des hérons ou des oies sauvages. À l'inverse, des insectes volants peuvent être aussi attrapés en plein vol. Les espèces chassées dépendent bien sûr des milieux présents dans le territoire. Chaque population a ses proies préférentielles, qui varient fortement selon sa localisation. On a également noté dans certaines populations (en particulier dans le nord du continent américain, Labrador ou baie d'Hudson) une prédation de petits mammifères terrestres, type lemmings ou campagnols, voire de lézards plus au sud.

### Les prédateurs
S'il est un chasseur, le Faucon pèlerin devient parfois aussi une proie. Ses principaux prédateurs, à part l'homme, sont les grands rapaces, tels les aigles, le Hibou grand-duc (Bubo bubo) ou de grands faucons comme le Faucon gerfaut (Falco rusticolus). Certains mammifères prédateurs, tels les chats sauvages, les gloutons ou les renards peuvent aussi à l'occasion se saisir d'un faucon. Les petits, ne pouvant voler, sont les plus vulnérables. Ils sont susceptibles d'être attaqués et dévorés au nid, que ce soit par un oiseau de proie ou par un prédateur terrestre (si celui-ci parvient à se hisser jusqu'au nid).

### Les parasites
Les Faucons pèlerins peuvent être porteurs de plusieurs maladies, y compris la variole aviaire (Poxvirus avium), la maladie de Newcastle, les herpès, les infections mycosiques, les trématodes (Strigeidae), les nématodes comme Serratospiculum amaculata, le paludisme aviaire (Plasmodium relictum), et diverses infections bactériennes. Parmi les ectoparasites il y a les Phthiraptera dont Colpocephalum zerafae, Degeeriella rufa, Laemobothrion tinnunculus, et Nosopon lucidum, les puces comme Ceratophyllus garei, et les diptères Icosta nigra ou Ornithoctona erythrocephala.

## Répartition géographique et taxonomie

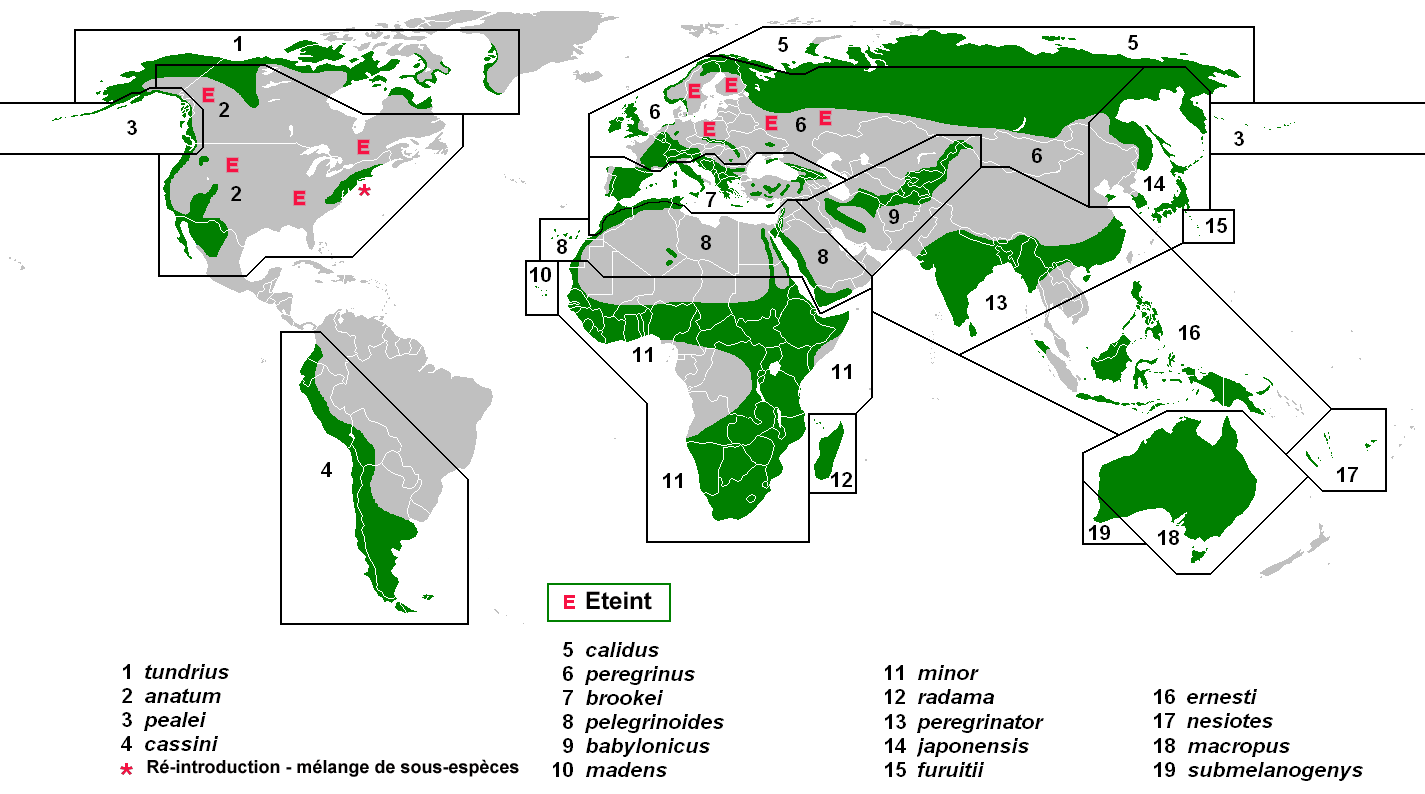
Répartition des sous-espèces (zones de reproduction uniquement).

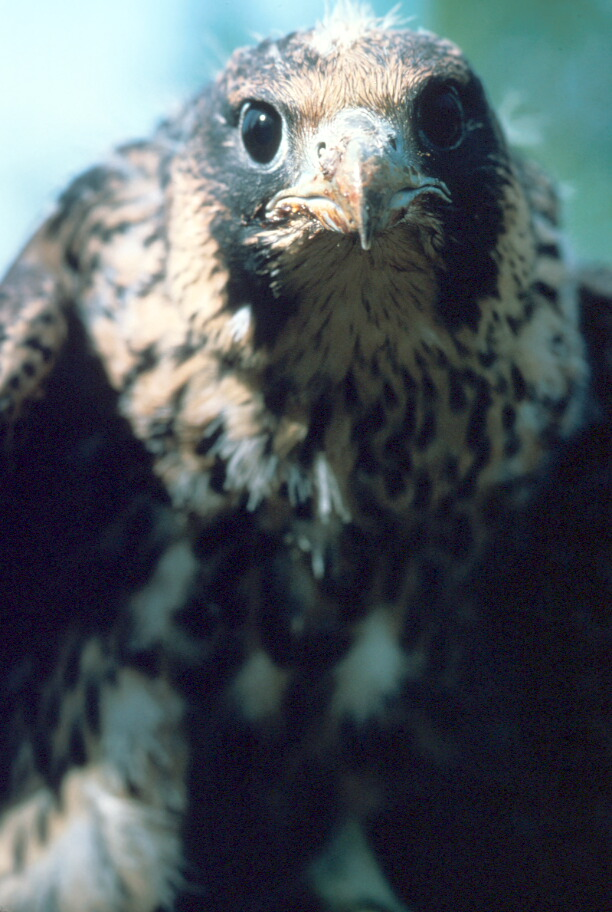
Jeune Faucon pèlerin des États-Unis

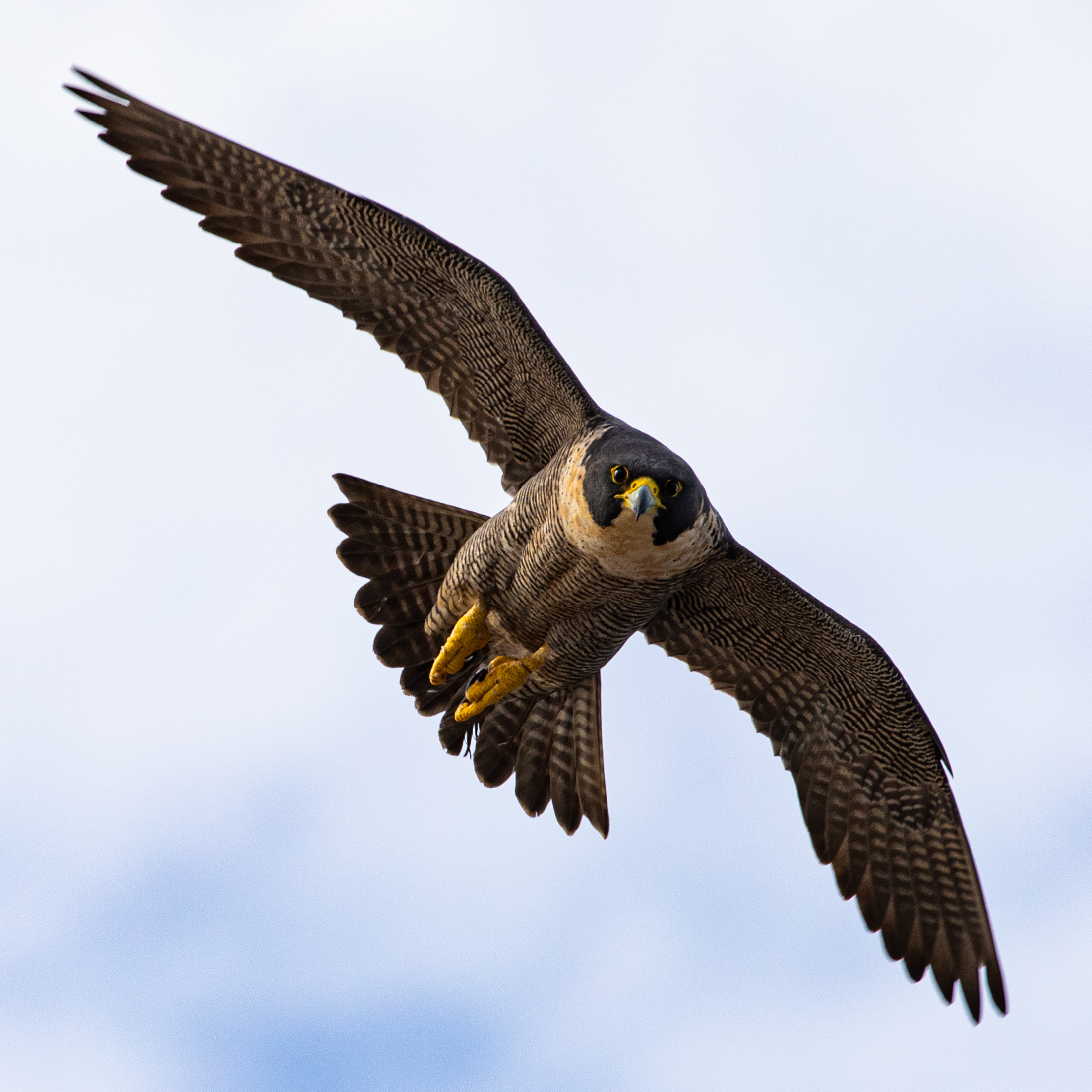
Faucon pèlerin en vol aux alentours du parc national de Kamay Botany Bay, Australie, pas loin du phare du cap Bailey. Juin 2022.

C'est un faucon que l'on peut rencontrer partout ou presque : en Europe, en Amérique du Nord, en Amérique du Sud, en Afrique (du Maghreb à l'Afrique du Sud), en Asie et en Océanie (Australie, Nouvelle-Calédonie, Vanuatu, Fidji, Samoa, mais pas en Nouvelle-Zélande). Sur les continents précités, il évite les forêts tropicales, les zones totalement gelées (centre du Groenland, par exemple), et le cœur des déserts les plus secs. Cette répartition extrêmement vaste explique « le nombre de sous-espèces reconnues [qui] varie de 16 à 25 » selon les auteurs.
En voici les principales selon la classification de référence du Congrès ornithologique international (version 9.2, 2019), par ordre phylogénique :
- F. p. tundrius (C. M. White, 1968) se reproduit dans les toundras du nord du continent nord-Américain, de l'Alaska au Groenland. Il est totalement migrateur. Il hiverne dans le sud, parfois jusque dans le centre de l'Argentine[20]. Certains considèrent que calidus et tundrius sont en fait une seule et même sous-espèce. Il y aurait de 1 000 à 20 000 couples reproducteurs au Groenland (Mattox 1993), et quelques centaines de plus sur le continent. Cette sous-espèce présente une coloration plutôt brune, une poitrine striée et des favoris étroits.
- F. p. pealei (Ridgeway, 1874) sur la côte pacifique, au nord-ouest de l'Amérique du Nord (îles de la Reine-Charlotte, îles Aléoutiennes, côte américaine, de l'État de Washington à l'Alaska). Il n'est pas migrateur. Assez rare, cette sous-espèce est aussi la plus grande puisqu'on y trouve parfois des femelles pouvant dépasser 1,5 kg. Elle présente de larges stries sur la poitrine (sans teinte saumonée) et de fines stries sur la plage pâle bordant chaque favori. D'après des estimations assez anciennes (Ambrose et al. 1988 - Munro 1988), il y aurait 700 couples reproducteurs.
- F. p. anatum Bonaparte, 1838 est surtout trouvé dans les montagnes Rocheuses et l'est de l'Amérique du Nord, de l'Alaska au Mexique. Seuls les oiseaux les plus nordiques sont migrateurs. Une compilation d'études de la fin des années 1990 donne : 1 700 à 1 800 couples reproducteurs. Cette sous-espèce présente un dos grisâtre, une poitrine de teinte saumon finement striée et de larges favoris.
- F. p. cassini Sharpe, 1873 vit au sud de l'Équateur, en Bolivie, au nord de l'Argentine, aux îles Malouines, et au Chili. Un faucon de couleur pâle.
- Falco peregrinus peregrinus Tunstall, 1771, la sous-espèce nominale (celle qui a servi à décrire l'espèce), dans l'Ouest de l'Eurasie et jusqu'au fleuve Ienisseï (centre de la Sibérie) et à l'Himalaya. Non migrateur.
- F. p. calidus Latham, 1790 se reproduit dans les toundras du nord de l'Eurasie, et est totalement migrateur. Il hiverne dans le sud de l'Europe, en Chine et jusqu'en Afrique subsaharienne. Il est plus grand et plus clair que la sous-espèce nominale. Quinn et Kokorev estimaient en 2000 la population totale entre 2 300 et 5 000 couples reproducteurs.
- F. p. japonensis J. F. Gmelin, 1788, parfois appelé F. p. harterti, vit en Sibérie, au Kamtchatka et au Japon.
- F. p. brookei Sharpe, 1873 vit en Europe du Sud, en Crimée et dans le Caucase, ainsi que dans le nord du Maghreb. Il est plus petit que la variété nominale.
- F. p. peregrinator Sundevall, 1837, vit en Asie du Sud, du sud de la Chine au Pakistan, en passant par l'Inde et le Sri Lanka. Non migrateur.
- F. p. furuitii, vit au sud du Japon, sur Volcano Island, et peut-être sur les îles Bonin. Sédentaire. Considéré comme menacé et comme la plus rare des sous-espèces.
- F. p. madens Ripley et Watson, 1964, vit dans les îles du Cap-Vert (Afrique). Non migrateur.
- F. p. minor Bonaparte, 1850 vit en Afrique sub-saharienne, du sud du Maroc à l'Afrique australe (Afrique du Sud, Zimbabwe…). Non migrateur.
- F. p. radama, vit à Madagascar et aux Comores. Non migrateur.
- F. p. ernesti Sharpe, 1894, vit en Asie du Sud (Malaisie, Philippines, Nouvelle-Guinée, Archipel Bismarck...).
- F. p. macropus Swainson, 1838 vit en Australie, à l'exception du sud-ouest. C'est un faucon très sombre, totalement sédentaire.
- F. p. nesiotes Mayr, 1941, vit en Océanie (Nouvelle-Calédonie, Vanuatu, Fidji). Non migrateur.
- F. p. pelegrinoides, des îles Canaries à l'Irak (peut-être à l'ouest de l'Iran), à travers l'intérieur de l'Afrique du Nord et le Moyen-Orient[Note 2].
- Il peut aussi exister des hybrides de deux sous-espèces, là où celles-ci se rencontrent. Il en est ainsi du Faucon pèlerin « atlantis », croisement de Falco peregrinus minor X F. p. brookei.

### En Belgique
Voir :
- ci-dessous, la section « Expansion », 2e paragraphe et in fine ;
- la cathédrale Saints-Michel-et-Gudule de Bruxelles[21].
- Maison communale de Woluwe-Saint-Pierre[22].
- Université libre de Bruxelles#Faucons pèlerins

### En France
En France, le Faucon pèlerin sédentaire est surtout présent sur les reliefs montagneux : Vosges, Alpes, Pyrénées, Jura et Massif central. Il a aussi progressé sur les falaises littorales de la Bretagne et reconquis celles de la Normandie, de la Picardie et du Pas-de-Calais.
Les Faucons pèlerins nordiques de la sous-espèce calidus, hivernant en France, sont plus dispersés sur le territoire, et leur nombre est moins important. Il faut les différencier de la sous-espèce peregrinus dont une partie de la population nordique, en nombre plus important, vient aussi y hiverner.
En zones urbaines, depuis le début des années 2000, des cas de reproduction notamment à Strasbourg, Nancy, Lunéville, Albi, Paris…, ou d'hivernage à Brest, Tours, Troyes, Toulouse, Chartres, Nantes, Brive-la-Gaillarde…, sont signalés. Dans l'agglomération de Lyon, on compte quatre couples depuis 2016, dont trois ont produit des jeunes. Cathédrales, églises, centrales nucléaires, cimenteries, cheminées d'usines… sont les sites de reproduction privilégiés. À l'instar des Faucons crécerelles ou des Faucons hobereaux, les pylônes « très haute tension » servent aussi de site de reproduction au Faucon pèlerin.
Globalement, l'occupation de sites d'origine anthropique prend une ampleur certaine, d'abord dans le Nord-Est puis dans le Nord du pays. C'est peut-être la conséquence des réintroductions menées dans les pays limitrophes comme l'Allemagne et la Belgique.
En 2004, la LPO estimait la population en France à environ 1 500 couples.

### Au Québec

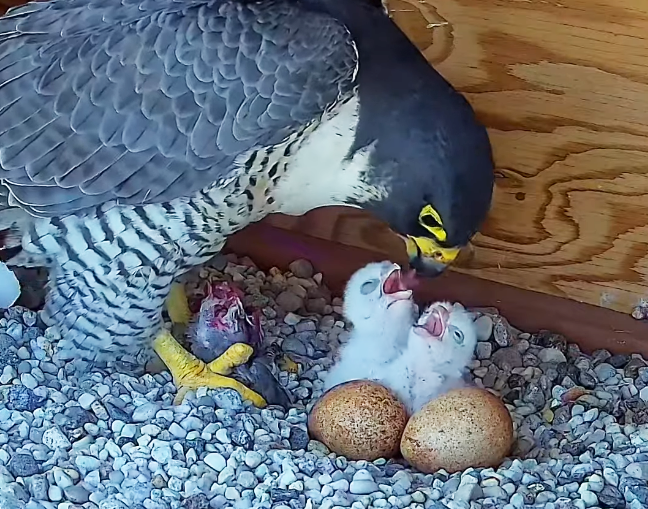
Femelle faucon pèlerin nourrissant ses deux fauconneaux, le 29 mai 2023, au nichoir de la tour du pavillon Roger-Gaudry.

Un couple de faucons pèlerins niche au 23e étage de la tour du pavillon Roger-Gaudry de l'Université de Montréal. Les faucons ont été aperçus pour la première fois en 2007 et un nichoir a été installé en 2008. Le couple, Roger et Spirit, a eu leur première portée de deux oisillons en 2009 : Algo et Poly. De 2009 à 2018, le nid a produit 22 oisillons dont 20 ont pris leur envol (deux oisillons sont morts dans le nid en 2010). En 2019, le couple se compose d'Éole (oisillon 2011) et d'Ève. Une webcam permet d'observer les faucons en direct.
Algo et Polly, fils et fille 2012 de Roger et Spirit nichant à l'université de Montréal, nichent au moins depuis 2014 sous l'échangeur Turcot à Montréal. En 2018, le couple a temporairement déménagé dans le clocher d’une église de l’arrondissement Notre-Dame-de-Grâce à cause de travaux sur l'échangeur.
D'autres faucons pèlerins nichent aussi sous le pont Honoré-Mercier à Montréal.

## Démographie

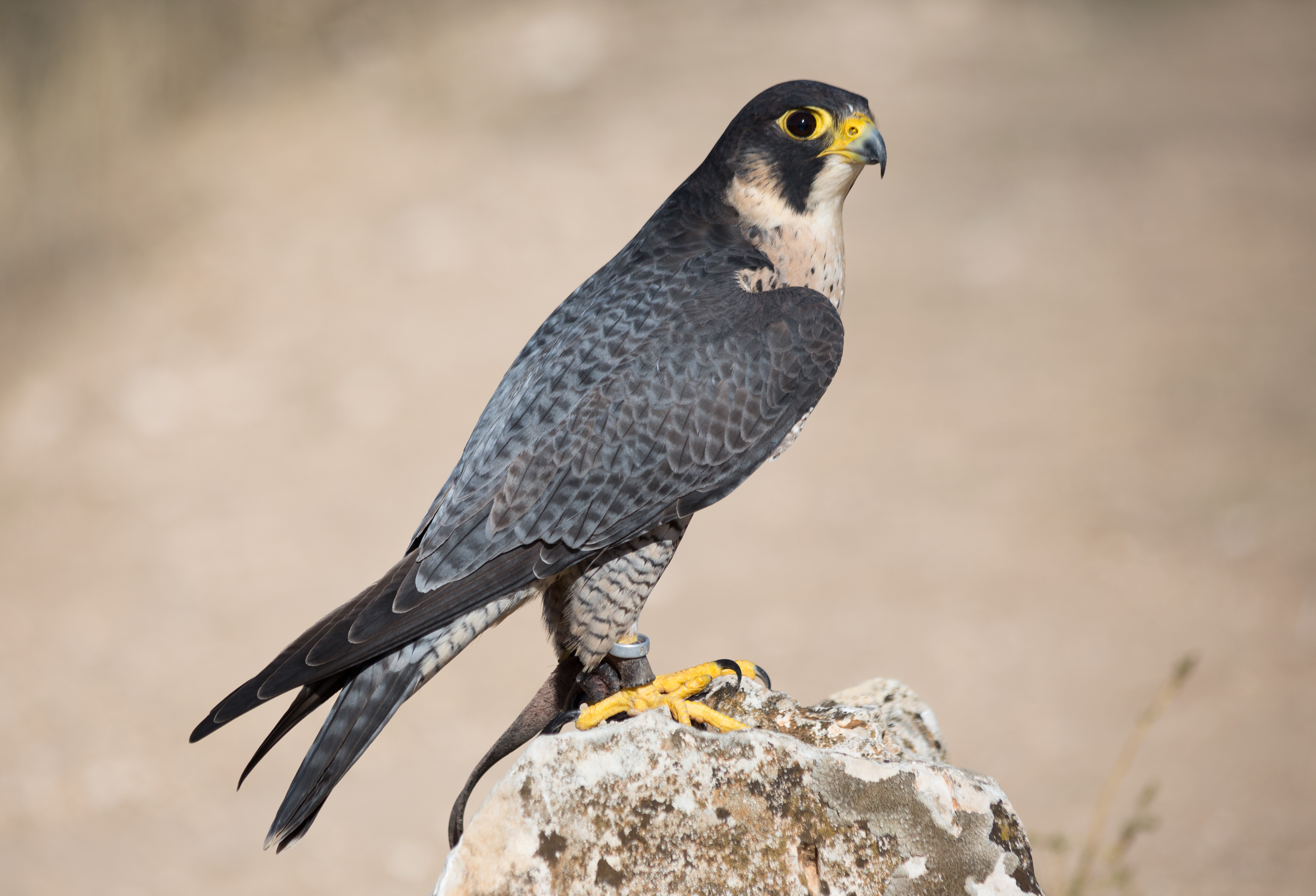
Un Faucon pèlerin, en communauté de Madrid.

S'il n'a jamais été réellement menacé au niveau mondial, le Faucon pèlerin est passé très près de la disparition dans de nombreux pays développés, mais ses effectifs sont actuellement en croissance en Europe et en Amérique du Nord. Sur les autres continents, les évolutions peuvent être contrastées (stables, positives ou négatives).

### Régression
Les populations européennes et américaines de cette espèce ont connu une chute catastrophique dans l'après-guerre, en raison de l'accumulation du DDT, un pesticide organochloré, dans les tissus des faucons. En effet, les proies du faucon pèlerin consommaient du DDT. Comme souvent, les produits toxiques non métabolisés par l'organisme sont concentrés dans certains tissus, et s'accumulent tout au long de la chaîne alimentaire pour se retrouver à des concentrations particulièrement fortes chez les prédateurs qui sont au bout de cette chaîne. Les faucons ainsi intoxiqués pondaient des œufs à la coquille extrêmement fine, et donc rapidement cassée par la couvaison.
Ces problèmes ont été amplifiés par la destruction volontaire des populations, considérées comme nuisibles à cause de leur chasse au petit gibier.
Les populations ont disparu de certains pays européens, comme la Belgique, et ont fortement régressé ailleurs, comme en France. Elles ont presque disparu de l'est des États-Unis dès les années 1960. Dans le Québec méridional, il n'y avait plus aucune naissance vers 1970.

### Expansion
Le DDT a été interdit ou fortement règlementé dans les pays développés au début des années 1970 (au Canada en 1969, en France et aux États-Unis en 1972), et les Faucons pèlerins placés sur la liste des espèces protégées. En France, l'animal est sous protection intégrale depuis 1976. Dans l'Union européenne, il est en annexe I (protection maximale) de la Directive oiseaux.
De fait, une augmentation importante de l'espèce est constatée dans les pays développés depuis les années 1980, et surtout depuis le début des années 1990. L'oiseau est ainsi revenu naturellement en Belgique, en 1997, et compterait entre 650 et 1 500 couples reproducteurs en France. Dans le Québec méridional, il y a eu 17 naissances en liberté en 1990, 39 en 2000 et 83 en 2005. Il y aurait en 2005 environ 1 200 couples dans les îles Britanniques, dont 365 en Irlande. La Commission européenne estime en 2005 la population de l'Union européenne entre 4 700 et 6 000 couples.

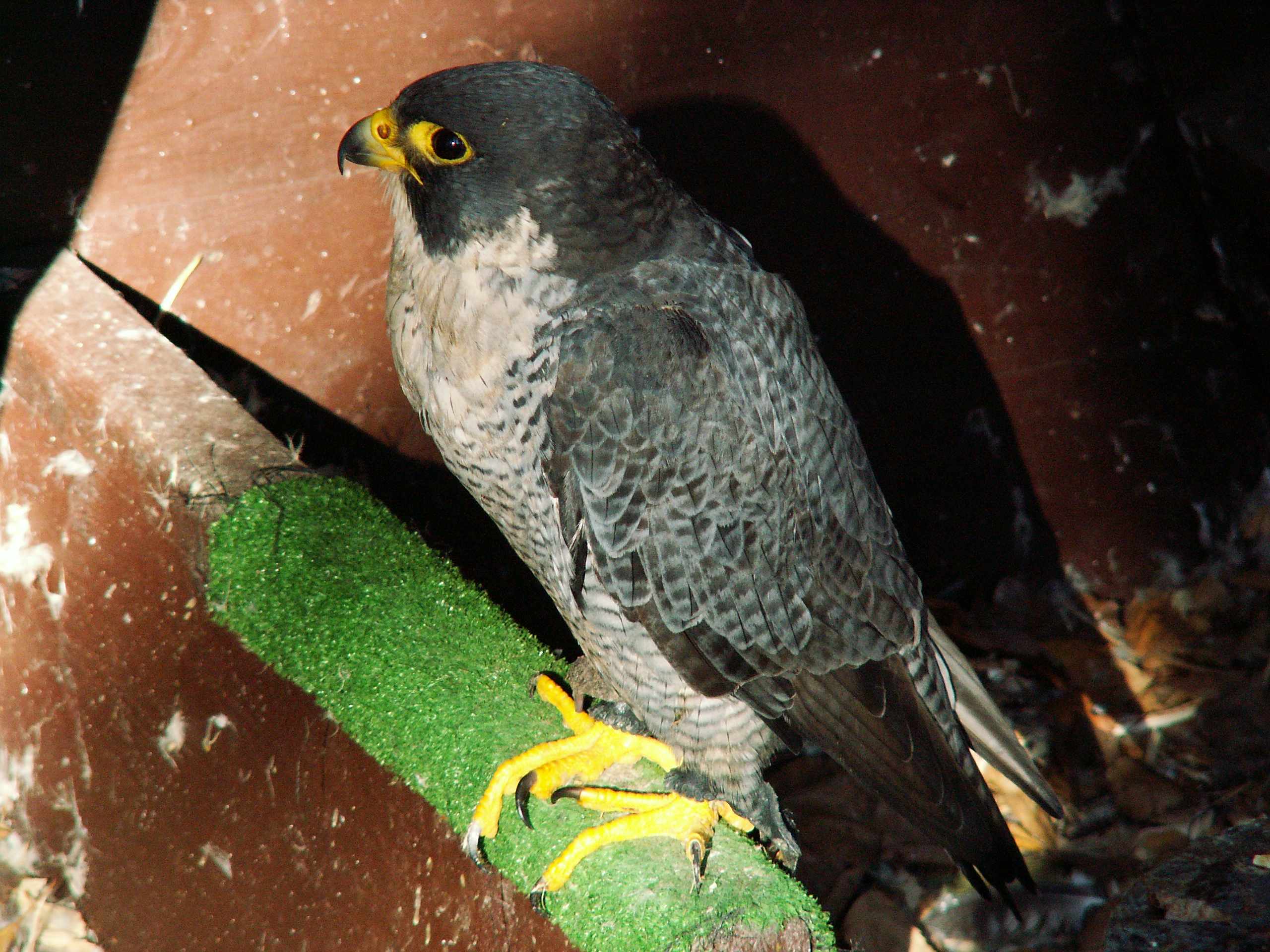
Un faucon dans un zoo tchèque

Dans certaines régions, comme en Amérique du Nord, des élevages de faucons ainsi que des lâchers ont été utilisés pour rétablir les populations dans les zones où elles avaient totalement ou presque totalement disparu. Le principe de ces élevages fut de prélever des œufs dans des couples captifs, et parfois même sauvages. Ces élevages permettent en effet de réduire considérablement les pertes dans les couvaisons puis chez les jeunes.
Au Canada, « plus de 1 650 Faucons pèlerins ont été élevés dans des installations du Service canadien de la faune à Wainwright, en Alberta, dans des installations de certaines universités en Saskatchewan et au Québec, et dans des installations privées en Alberta. Le Service de la faune et des organismes non gouvernementaux ont relâché des faucons élevés en captivité du haut d’édifices élevés et de falaises naturelles à plus de 60 endroits, à partir du Sud de l’Alberta jusqu’à la baie de Fundy […] On estime qu’il y a plus de 7 000 couples de Faucons pèlerins nichant en Amérique du Nord ».
Concernant le Québec seul : « un programme de repeuplement a permis, de 1976 à 1994, la libération le long du fleuve Saint-Laurent de 256 fauconneaux élevés en captivité. »
Aux États-Unis, « un programme de réintroduction a été lancé, qui a été un franc succès. En 1991, plus de 3 000 faucons avaient été libérés à travers les États-Unis [...]. Lorsque le programme de restauration fut lancé, la population de faucons pèlerins aux États-Unis était probablement à environ 10 % de sa taille d'origine ». Le 20 août 1999, le pèlerin put être sorti de la liste des espèces en danger aux États-Unis, où il était entré en 1970. L'animal reste cependant protégé par la loi fédérale.
Si la présence de pèlerins n'est pas exceptionnelle sur de grands immeubles, les États-Unis ont mené une politique peu imitée visant à implanter l'animal en ville. Ce sont environ 120 jeunes oiseaux qui ont été implantés dans des box placés sur des immeubles. De bons résultats ont été obtenus avec la stabilisation de couples nicheurs, comme dans la zone urbaine de Détroit.
En Belgique, pour renforcer le timide retour du pèlerin, « le Fonds d'intervention pour les rapaces (FIR) a lancé en 1995 un programme de protection du Faucon pèlerin avec l’aide, notamment, de l’institut royal des sciences naturelles de Belgique. Des nichoirs adaptés ont été installés sur les édifices élevés, les poteaux à haute tension et les tours de refroidissement des centrales nucléaires belges. Depuis la naissance du projet, près de 200 jeunes sont nés dans ces nichoirs. Aujourd’hui, l’espèce a recolonisé des sites naturels, comme à Marche-les-Dames. En 2004, 55 jeunes Faucons pèlerins ont pris leur envol. Rien que dans la Région bruxelloise, en 2023 les faucons sont présents en 14 endroits, dont trois équipés de caméras pour les observer de près sans les déranger.

### Menaces
Les principales menaces actuelles sont la chasse (dans les pays où elle n'est pas réglementée, comme dans certains pays africains), le braconnage (là où la chasse est réglementée, on retrouve régulièrement des faucons tués par des chasseurs) et le dérangement de ses zones de reproduction par les loisirs modernes en falaises (escalade, parapente, deltaplane…). Les couples trop dérangés ne se reproduisent pas.
La destruction des habitats, que ce soit ceux du prédateur ou de ses proies, constitue aussi une menace sérieuse pour l'avenir de l'espèce.
En France, « la plus grande menace est l'envahissement des sites de nidification traditionnels par des activités touristiques à caractère sportif — escalade, vol libre, etc. Autrefois inaccessibles, les sites les plus remarquables, ceux qui précisément ont permis à l'espèce d'échapper à l'éradication, deviennent le terrain de jeu de citadins en mal de nature ou de sensations fortes. De plus, l'expansion accélérée des populations de hibou grand-duc constitue un facteur naturel aggravant », le grand-duc étant un prédateur de l'espèce, plus particulièrement des jeunes.

### Situation mondiale
La CITES a classé l'animal en annexe I (protection maximale).
Mais d'après l'UICN, les Faucons pèlerins occupent aujourd'hui 10 000 000 km2 sur la planète, et leur population, environ 1 200 000 individus, serait stable et non menacée globalement. Il peut en aller différemment pour certaines sous-espèces ou pour certaines zones. Exemple de ces zones difficiles, la Crimée ne compterait plus qu'une quinzaine de couples de F. p. brookei, auxquels s'ajoutent quelques couples de migrateurs F. p. calidus.

## La fauconnerie

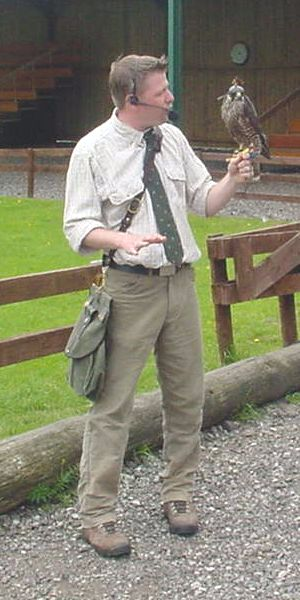
Un rassemblement de fauconnerie en 2006.

Relativement facile à dresser, le Faucon pèlerin a été utilisé avec d'autres espèces cousines par plusieurs civilisations, en Europe, en Afrique du Nord et en Asie pour la chasse au vol du petit gibier à plumes. On pense que les premières domestications remonteraient à plusieurs millénaires et seraient originaires d'Asie centrale. La documentation la plus ancienne que nous possédions sur la fauconnerie date d’environ quinze siècles avant notre ère. La fauconnerie n'est ensuite pas inconnue dans l'Antiquité occidentale, puisqu'une plaque de ceinturon gallo-romain évoque la chasse au vol, mais elle est peu pratiquée. Ce n'est que vers le VIIe siècle de notre ère que le monde arabe découvre la fauconnerie d'Asie centrale, et c'est sans doute par son intermédiaire qu'au Moyen Âge la fauconnerie s'implante réellement en Occident. Peu à peu, aux XVIIe et XVIIIe siècles, la fauconnerie passe de mode avec le développement des armes à feu. Elle ne disparaît pas totalement, mais est devenue aujourd'hui restreinte à de petits groupes de passionnés. Malgré ces dressages anciens, l'oiseau n'a jamais donné naissance à une variété spécifique pleinement domestiquée.
Selon les périodes et les régions, elle est largement pratiquée par toutes les couches sociales, ou est au contraire l'expression jalouse de la noblesse, voire un privilège royal. Ainsi, en 1530, l'empereur Charles Quint concède Malte à l'ordre de Saint-Jean de Jérusalem contre la remise symbolique, chaque année, d'un faucon chasseur. Au Moyen-Orient, et en particulier dans le golfe Persique, la fauconnerie reste particulièrement prisée des couches dirigeantes, et une culture de la fauconnerie riche et prestigieuse y existe toujours.

## Représentations sociales du Faucon pèlerin
Le Faucon pèlerin est à la fois un prédateur et un animal domestiqué, deux types d’animaux qui ont toujours attiré l’attention des cultures humaines. Il existe cependant plusieurs dizaines d’espèces de faucons, et il est parfois difficile de faire la part entre l’influence du Faucon pèlerin et celle de ses cousins.

### Mythologie et religion

Une représentation du dieu Horus.

Le faucon a une place en mythologie et en religion. Chez les anciens Égyptiens, c’est le dieu Horus, un des dieux les plus puissants et les plus souvent représentés du panthéon égyptien. Son archétype est sans doute un Faucon lanier (Falco biarmicus) ou un Faucon pèlerin. Les deux espèces ont d’ailleurs pu jouer un rôle équivalent dans la naissance du mythe. En rapport avec le statut de prédateur du faucon, le dieu Horus est aussi un dieu de pouvoir, puisque la couronne d’Égypte lui est attribuée par les dieux. À ce titre, les anciens Égyptiens ont momifié nombre de faucons.
Pour beaucoup de Fidjiens, le Ganivatu (la sous-espèce F. p. nesiotes) a une aura mystique puissante et arrogante. Cette aura lui vient peut-être d'une légende, aujourd’hui en grande partie oubliée, d’un Ganivatu fabuleux des îles Yasawa.

### En héraldique
Symbole de la chasse, le faucon est présent en héraldique européenne, même si sa place est sensiblement moins importante que celle de son cousin l’aigle. Quand il est sans ornements ou accessoires, le faucon est dit « au naturel ». Il est « perché » quand il est posé sur une branche ou sur son bloc, et est représenté parfois empiétant ou essorant. Le faucon est « chaperonné » quand il est aveuglé par un capuchon sur la tête, « longé » quand il porte aux pattes ses jets (ou liens), « grilleté » quand il porte ses sonnettes aux pattes ou au cou. 

L'héraldique fait surtout référence au faucon apprivoisé pour la fauconnerie, ce qui confirme la popularité de celle-ci au sein de la noblesse européenne.

### En politique
L'aviation de l'armée de terre nippone baptisa un de ses chasseurs cousin du célèbre Mitsubishi A6M Zero de l'aéronavale, Nakajima Ki-43 Hayabusa, Hayabusa désignant le Faucon pèlerin en japonais. Ce même terme désigne aussi une motocyclette de la firme Suzuki.

### En numismatique
Le Canada a émis une pièce de 25 cents représentant le Faucon pèlerin.

### En philatélie
Malgré sa réputation ambiguë (de nombreux pays l’ont classé comme nuisible jusque dans les années 1970), le Faucon pèlerin a inspiré d’assez nombreux timbres à travers le monde, du Canada aux îles Fidji en passant par le Japon du fait de sa large répartition.